# Eddy Caullery
Pour les articles homonymes, voir Caullery.
Eddy Caullery, né le 13 août 1956 à Roubaix, est un footballeur français. Il évoluait au poste de gardien de but.
Lors du 1/32e finale de coupe de France 1989 opposant l'AS Beauvais aux Girondins de Bordeaux, Eddy Caullery arrête une panenka de Éric Cantona.

## Statistiques
| Saison                | Club                  | Championnat           | Championnat | Championnat | Coupe(s) nationale(s) | Coupe(s) nationale(s) | Total | Total |
| Saison                | Club                  | Division              | M.          | B.          | M.                    | B.                    | M.    | B.    |
| 1978-1979             | AS Nancy-Lorraine     | Division 1            | 3           | 0           | 2                     | 0                     | 5     | 0     |
| 1980-1981             | AS Nancy-Lorraine     | Division 1            | 1           | 0           | -                     | -                     | 1     | 0     |
| Sous-total            | Sous-total            | Sous-total            | 4           | 0           | 2                     | 0                     | 6     | 0     |
| 1985-1986             | AS Beauvais Oise      | Division 2            | 19          | 0           | 3                     | 0                     | 22    | 0     |
| 1986-1987             | AS Beauvais Oise      | Division 2            | 33          | 0           | 1                     | 0                     | 34    | 0     |
| 1987-1988             | AS Beauvais Oise      | Division 2            | 30          | 0           | -                     | -                     | 30    | 0     |
| 1988-1989             | AS Beauvais Oise      | Division 2            | 31          | 0           | 5                     | 0                     | 36    | 0     |
| 1989-1990             | AS Beauvais Oise      | Division 2            | 34          | 0           | 1                     | 0                     | 35    | 0     |
| 1990-1991             | AS Beauvais Oise      | Division 2            | 13          | 0           | 1                     | 0                     | 14    | 0     |
| Sous-total            | Sous-total            | Sous-total            | 164         | 0           | 11                    | 0                     | 175   | 0     |
| Total sur la carrière | Total sur la carrière | Total sur la carrière | 161         | 0           | 13                    | 0                     | 174   | 0     |